# Zerachja
Zerachja (hebr.: זרחיה) – moszaw położony w samorządzie regionu Szafir, w Dystrykcie Południowym, w Izraelu.
Leży w północno-zachodniej części pustyni Negew w pobliżu miasta Kirjat Gat.

## Historia
Moszaw został założony w 1950 przez imigrantów z Iranu i Afryki Północnej.

## Gospodarka
Gospodarka moszawu opiera się na intensywnym rolnictwie, sadownictwie i uprawach szklarniach.